# Chorizagrotis flexilis
Chorizagrotis flexilis là một loài bướm đêm trong họ Noctuidae.